# Litorio
Litorio (fallecido el 439) fue un general romano del periodo del Imperio romano de Occidente que sirvió principalmente en la Galia a las órdenes del magister militum Flavio Aecio. Litorio se caracteriza por ser el último comandante romano en la historia antigua militar romana en realizar ritos paganos y la consulta a los auspicios antes de una batalla.

## Carrera militar
Sus acciones militares estaban fundamentalmente centradas contra los visigodos que gradualmente habían intentado extender su control sobre la Galia. En 436 su rey Teodorico I intentó conquistar Narbona para conseguir una vía de acceso al mar Mediterráneo y una vía de comunicación con los Pirineos. Litorio, con la ayuda de los hunos, impidió la conquista de la ciudad por parte de los visigodos haciéndolos retroceder hasta su capital Toulouse tras sorprenderlos en campo abierto. En la batalla de Toulouse en 439, las fuerzas aliadas romanas y hunas fueron derrotados por los visigodos y Litorio murió encarcelado debido a las heridas recibidas durante la batalla.